# Julius Talbot Keller
Julius Talbot Konrad Keller, auch Jules Talbot Keller, (* 21. Dezember 1890 in Aachen; † 16. Mai 1946 ebenda) war ein deutscher Jurist, Landwirt und expressionistischer Lyriker. 

## Familie

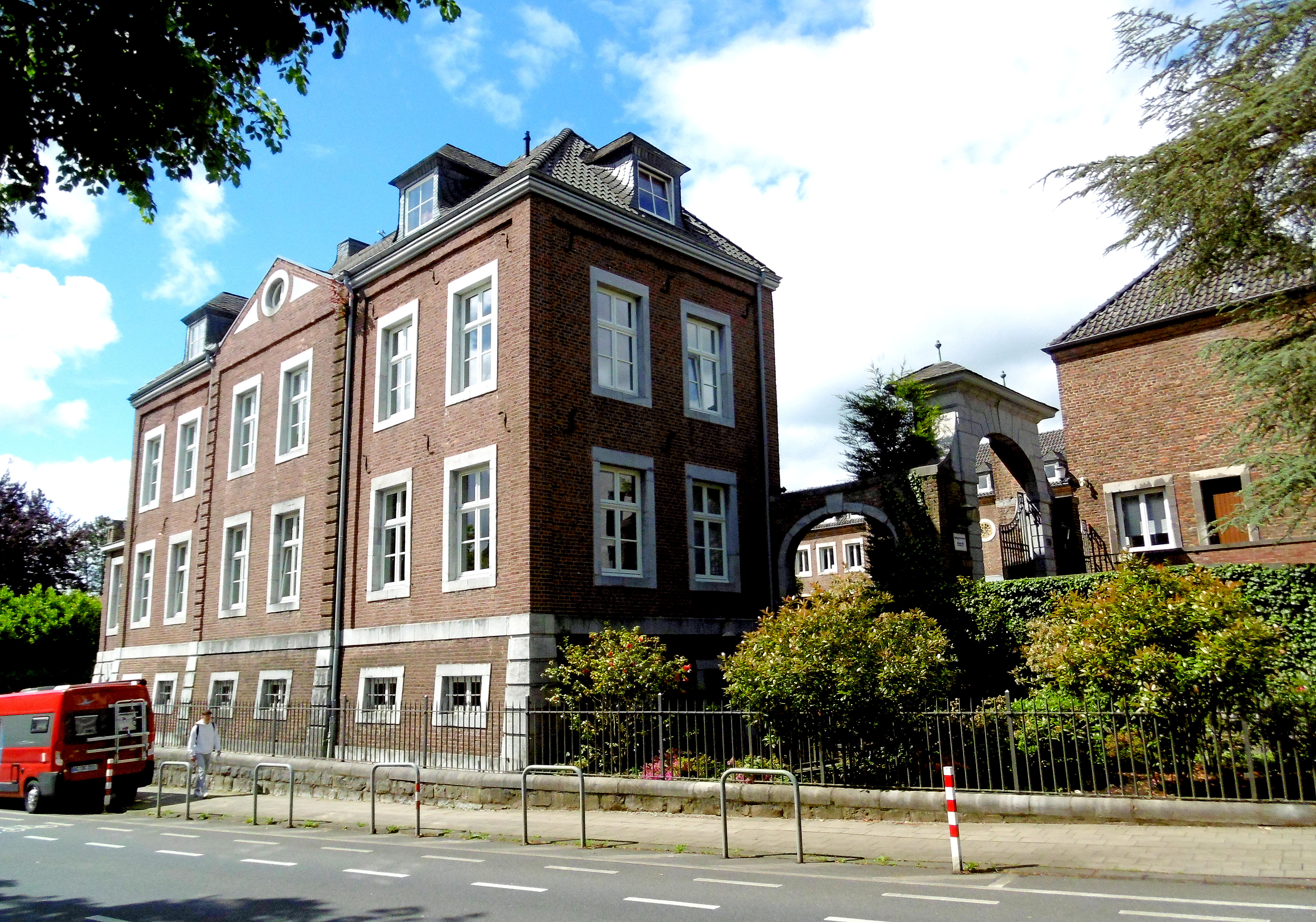
Gut Eich, Eupener Straße 138 (früher 124)

Die Großeltern väterlicherseits waren der Regierungsrat Otto Keller (* 13. November 1828; † 6. April 1885) und Juliane Talbot (* 11. Juni 1846; † 20. April 1895), die Enkelin des Gründers der Waggonfabrik Talbot in Aachen, Johann Hugo Jacob Talbot (1794–1850). Dieser Ehe entsprang der Sohn Julius Talbot Keller (der Ältere) (* 19. Dezember 1867; † 31. März 1934), in dessen Vornamen die mütterliche Linie weiterleben sollte. 1890 gründete Julius zusammen mit Conrad Scheuten die Offene Handelsgesellschaft Scheuten & Cie. in Aachen, ab 1892 in Düsseldorf. Etwa zur selben Zeit heiratete er Sibylla (Sibila) Scheuten († 19. August 1942), vermutlich Schwester oder Tochter des Kompagnons.
Die Geburtsanzeige von Julius Talbot Konrad Keller (der Jüngere) vom Dezember 1890 endet mit „Sohn von Julius Keller, Kaufmann, Villa Eich“. Dieses Gut Eich in der Eupener Straße 124 (inzwischen Nr. 138) ist ein im 18. Jahrhundert errichtetes, Laurenz Mefferdatis zugeschriebenes imposantes Herrenhaus. Vater Julius zog sich früh aus der Handelsgesellschaft zurück; das Adressbuch bezeichnet ihn schon 1899 als „Rentner“ (in der Bedeutung von Privatier), der zunächst am Obstbau Gefallen fand und sich später als „Gutsbesitzer“ der Pferdezucht widmete, aber auch öffentliche Wirkung entfaltete. Er wurde Mitglied der Prüfungskommission für Hufschmiede, Vorsitzender des Pferdezuchtvereins Aachen-Geilenkirchen, Vorstandsmitglied der Landwirtschaftskammer für die Rheinprovinz, Revisor der Armenkasse der Stadt Aachen. Er war reich und spendete mehrfach große Beträge für gemeinnützige Zwecke. Nach seiner Todesanzeige war er auch Rittmeister der Landwehr gewesen.

## Leben
Der jüngere Julius Talbot Keller war Schüler des Kaiser-Wilhelm-Gymnasiums in Aachen, wo er zu einem Freundeskreis literaturbegeisterter Schüler um Karl Otten gehörte, der sich später erinnerte:

„Zu den rebellischen, aus nur halb bewußten aber sehr tief gefühlten Ursachen rebellischen, jungen Dichtern, gehörten Walter Hasenclever, der Dichter und Dramatiker, Ludwig Strauß, der tragische unter den modernen Lyrikern, Philipp Keller, der mit einem außerordentlich begabten Roman begann und sich dann der Medizin zukehrte, Jules Talbot Keller, der einen Gedichtband im Verlag der Aktion veröffentlichte und ich, der aus Köln nach Aachen verschlagen dort das Gymnasium besuchte, wie ein anderer Dichter, August Stramm, ein Jahrzehnt vorher.“

Otten, Hasenclever und Julius Talbot Keller gaben 1910 im Verlag Fölschle den Aachener Almanach heraus.

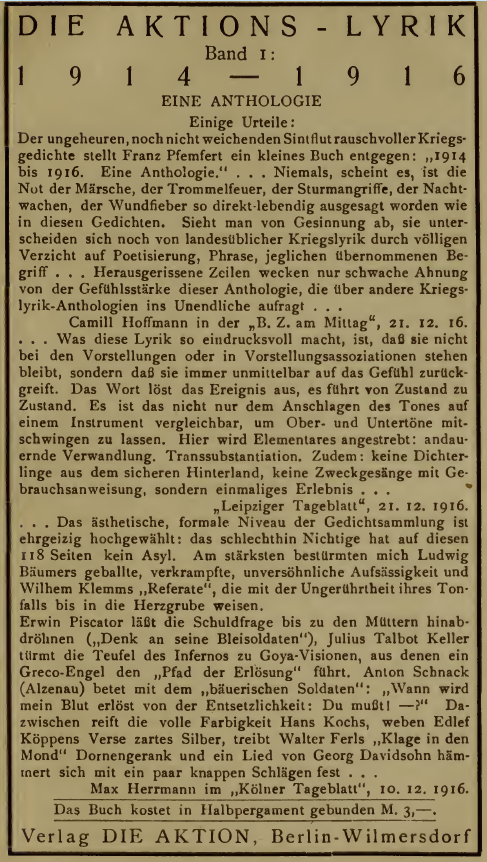
Verlag Die Aktion, Anzeige für 1914-1916. Eine Anthologie. „Julius Talbot Keller türmt die Teufel des Infernos zu Goya-Versionen, aus denen ein Greco-Engel den ‚Pfad der Erlösung‘ führt.“ (Max Herrmann)

Keller studierte ab 1910 Jura an der Universität Heidelberg und wurde 1913 zum Doktor jur. promoviert. Während der Studienzeit knüpfte er Kontakte zu den Rheinischen Expressionisten, also den Malern um August Macke, Ernst Moritz Engert, Heinrich Nauen und Franz Seraph Henseler. Er kaufte Bilder von Henseler und Nauen, und war häufiger Besucher im Schloss Dilborn, Wohnsitz von Marie von Malachowski-Nauen und Heinrich Nauen von 1911 bis 1931.
Bereits vor dem Krieg war er, väterlicher Tradition entsprechend, Dragonerleutnant der Reserve geworden. Am 6. September 1914, kurz nach Ausbruch des Krieges, verlobte er sich mit Thilda (Mathilde) Rasch. Danach wurde er eingezogen, dem Stab des Reserve-Infanterie-Regiments 110 zugeordnet, und bereits im November 1914 mit dem Eisernen Kreuz ausgezeichnet. Den Schrecken des maschinellen Krieges bewältigte er mit expressionistischer Lyrik, die ab 1916 in der Zeitschrift Die Aktion, herausgegeben von Franz Pfemfert, veröffentlicht wurde. Auch in Pfemferts Anthologie 1914–1916 und in Das Aktionsbuch (1917) wurden seine Gedichte aufgenommen. Als der Aktionsverlag 1918 in der Reihe Der rote Hahn dem „Frontdichter“ als Nummer 23 ein eigenes Heft Durchblutung widmete, war Julius Talbot Keller bereits aus gesundheitlichen Gründen vom Dienst freigestellt worden. Er hielt sich 1917/18 in der Schweiz auf, wo er neue Verbindungen zu Dichtern und Künstlern anknüpfte.

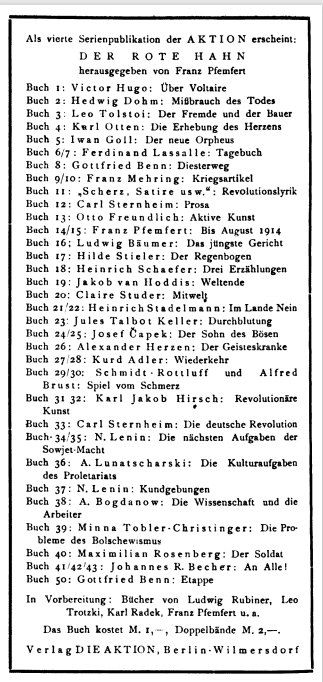
Verlag Die Aktion, Anzeige für die Buchreihe Der rote Hahn, circa 1919. Band 23: Jules Talbot Keller: Durchblutung.

Nachdem am 9. November 1918 die deutsche Monarchie gestürzt worden war, erschien im darauffolgenden Heft 45/46 der Aktion als Leitartikel ein Aufruf der Antinationalen Sozialisten-Partei (A.S.P.) Gruppe Deutschland. Das Manifest endete mit „Nieder mit den Vaterländern! (…) Es lebe das grenzpfahllose Land der arbeitenden Menschheit! Hoch die sozialistische Weltrevolution!“ und war unterzeichnet von Ludwig Bäumer, Albert Ehrenstein, J. T. Keller, Karl Otten, Franz Pfemfert, Heinrich Schaefer, Hans Siemsen, Carl Zuckmayer.
Julius Talbot Keller, im Manifest nur Mitunterzeichner, bestätigte seinen revolutionären Elan mit seinem im folgenden April im ersten Heft der Zeitschrift Der Gegner erscheinenden Pamphlet Was sind Revolutionen? (Herausgeber der im Malik-Verlag erscheinenden Bilder zur Kritik der Zeit – so der Untertitel – waren Julian Gumperz und wieder einmal Karl Otten.) Dieses Glanzstück pathetischer Prosa ist exemplarisch für die Umbruchstimmung 1918/19 und beginnt folgendermaßen:

„Revolutionen brechen empor, wenn die Zeit erfüllt ist und abstirbt. Wenn das Gewölbe der Geistigkeit, das einen Zeitraum überdacht und ihm Sternhimmel ist, platt wird; wenn die Pfeiler der Sittlichkeit, die eine Epoche hochstoßen und ihre Emporstrahlung sind, abfaulen; wenn das Fundament der Menschlichkeit, das eine Periode trägt und ihr Erdboden ist, versumpft, wenn die Führer dumm werden, schlau und ohne Begeisterung, entfremdet dem inbrünstigen Bewußtsein, daß Herrschen wirkende Selbstopferung in Vernünftigkeit sei, nicht aber selbst vergötternde Untugend und gewinnbringender Würdegenuß; wenn die tragenden Stände des Zeitalters entartet sind, ihr Pathos steif und auf listigem Kothurn einkommt, wenn ihr Menschtum sich verhärtet und das Gehirn kurzsichtig kein Über- und Weitziel mehr sieht, sondern den eigenen Bauch allein, den aufzupäppeln man dann, und koste es Menschenblut, hemmungslos anstrebt.“

Am 8. Januar 1920 wurde der Sohn Othmar (Ottomar) geboren, und zwar in Lugano, wo Julius Talbot Keller damals mit seiner Frau lebte. In den späteren 1920er Jahren lebte er wieder in Aachen und arbeitete einige Jahre als Architekt. (Details waren nicht ermittelbar). Er scheint wohlhabend gewesen zu sein und trat nach wie vor als Kunstsammler in Erscheinung. Eine kunsthistorische Studie bezeichnet ihn in diesem Zusammenhang als „Aachener Industriellen (…) der bevorzugt Werke von Nauen und Henseler sammelte“.
1930 wurde er – wahrscheinlich durch die Wirtschaftskrise bedingt – Landwirt, und zwar entweder im Kreis Jülich oder auf dem väterlichen Gut im Kreis Jülich oder auf einem benachbarten Hof in der Eupener Straße 138. (Die Angaben sind widersprüchlich). Jedenfalls übernahm er 1934 nach dem Tod des Vaters dessen Gut Eich. Ein Gedichtband Träume zwischen Tag und Tod entstand zwischen 1938 und 1946, blieb aber unveröffentlicht.
Julius Talbot Keller starb nach langer Krankheit am 16. Mai 1946 und wurde am Westfriedhof II in Aachen begraben. In der Anthologie »Beständig ist das leicht Verletzliche« ist Julius Talbot Keller mit dem Gedicht Präzisionsschießen (1916) vertreten.

## Werke

### Vier Zeilen von Julius Talbot Keller
Aus: Präzisionsschießen

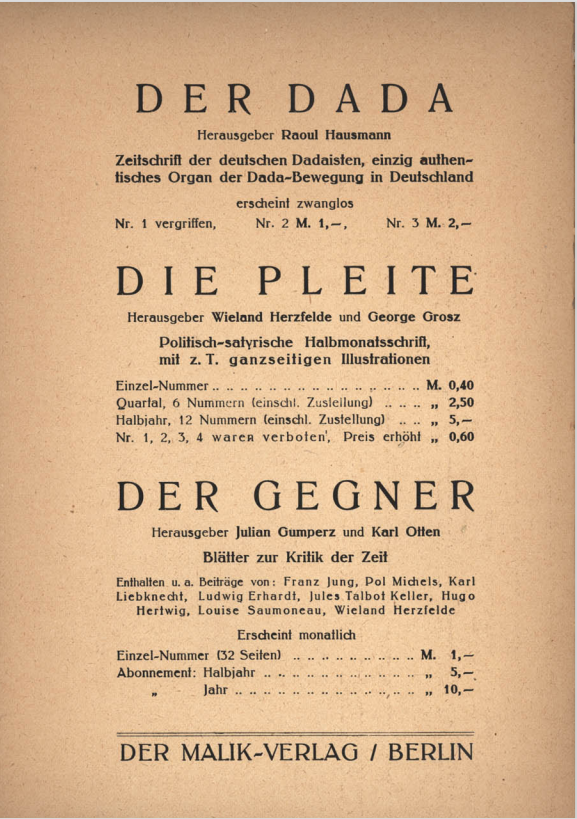
Malik-Verlag Berlin, Anzeige für Der Dada, Die Pleite, Der Gegner, 1919. Im Gegner erschien Jules Talbot Kellers Was sind Revolutionen?

Nacht preßt wie Sargdeckel auf die gedunsenen Bäuche der

  toten Hügel, durch deren Hautschorf im Zickzack Aaskäfer

  Gänge fraßen, die phosphoreszieren.

Graue Mikroben wimmeln in den Bohrlöchern der Verwesung,

  und Fäulnis leuchtet aus hoffnungslosen Unterständen.

In Minenstollen raspelt der Wurmfraß und gärende Därme

  werden den Gasdruck nicht mehr lange binden.

Dann werden wir fliegen wie Gliederpuppen, die ein zankendes

  Kind schmeißt, kreuzförmig und den Kopf nach unten.

### Monographien
- Budgetrecht und Organisationsgewalt [Juristische Dissertation Heidelberg 1916] Verlag Rössler & Herbert, Heidelberg 1916. Inhaltsübersicht
- Durchblutung [Gedichte] (Der Rote Hahn, Heft 23). Verlag Die Aktion, Berlin-Wilmersdorf, 1918.
  - Nachdruck: Kraus Reprint, Nendeln/Liechtenstein, 1973.
- Träume zwischen Tag und Tod. Gedichte 1938–1946.[22] Unveröffentlicht.

### Beiträge zu Zeitschriften
- Was sind Revolutionen? [Pamphlet] (Der Gegner / Streitschrift des Gegners, Heft 1) Joest, Halle 1919 Blue Mountain Seite 16–20.
  - auch in Der Friede 2. Jahrgang 1919, Heft 64, 11. April 1919.
- in Die Aktion. Wochenschrift für Politik, Literatur und Kunst:
  - Beiträge 1916 in Nr. 1/2 und 9/10, 1918 in Nr. 1/2, 25/26 und 31/32, 1919 in Nr. 30/31.
  - Aufruf der Antinationalen Sozialisten-Partei 1918 in Nr. 45/46 vom 16. November 1918 Internet Archive Spalte 583–586.
- Die in einer Quelle erwähnten Beiträge zu Die weißen Blätter[2] sind nicht identifizierbar.

### Beiträge zu Anthologien
- Franz Pfemfert (Hrsg.): Die Aktions-Lyrik. Band 1: 1914–1916. Eine Anthologie. Verlag der Wochenschrift Die Aktion, Berlin-Wilmersdorf, 1916. Internet Archive Seite 49–58 (Gedichte Präzisionsschießen, Die Front[31], Der Pfad der Erlösung).
- Franz Pfemfert (Hrsg.): Das Aktionsbuch. Verlag der Wochenschrift Die Aktion, Berlin-Wilmersdorf, 1917. Internet Archive Seite 237 (Gedicht Präzisionsschießen).